# IOS 14
IOS 14 is de dertiende grote update van het besturingssysteem iOS, ontworpen door het Amerikaanse bedrijf Apple Inc. Het besturingssysteem is de opvolger van iOS 13 en werd aangekondigd tijdens het Worldwide Developers Conference (WWDC) op 22 juni 2020, een conferentie die jaarlijks wordt georganiseerd door het bedrijf. De update is beschikbaar sinds 16 september 2020.

## Nieuwe functies

### App Clips
App Clips is een nieuwe functie die de functionaliteit van de App Store uitbreidt. App Clips zijn bedoeld als een kleine, dynamische functie in plaats van een permanent geïnstalleerde app. App Clips gebruiken Apple Pay en Sign in with Apple, zodat er geen account aangemaakt hoeft te worden.
Voor automatisch scannen van een NFC-tag bij App clips is een iPhone XS (Max) en nieuwer of iPhone SE 2020 voor nodig. Op alle iPhones vanaf de iPhone 6s en iPhone SE 2016 tot en met de iPhone X is het te gebruiken door handmatig te scannen via de NFC-scanmodus in het bedieningspaneel.
App Clips kunnen worden geopend via NFC-tags, QR-codes, of kunnen bijvoorbeeld gedeeld worden in iMessage, op websites of Apple Maps.

### CarPlay en CarKey
In CarPlay kunnen gebruikers nu een aangepaste achtergrond instellen. Het routebeheer wordt uitgebreid met functies die de gebruiker attenderen op bijvoorbeeld beschikbare parkeerplekken en mogelijkheden om eten te bestellen. Ook kan CarPlay rekening houden met elektrische voertuigen: er wordt dan een route gekozen met beschikbare oplaadpunten zodat het voertuig voldoende opgeladen blijft.
CarPlay wordt uitgebreid met CarKey, waarbij de iPhone kan fungeren als virtuele autosleutel bij compatibele auto's. Er wordt hierbij gebruikgemaakt van NFC. Tijdens de WWDC-demonstratie werd de BMW 5 uit 2021 als eerste compatibele auto gepresenteerd. Sleutels zijn toegankelijk via de Wallet-app.

### Beginscherm
Het beginscherm wordt uitgebreid met widgets en een App Library. Met widgets kunnen gebruikers blokjes met extra informatie tussen het app-overzicht plaatsen, zoals bijvoorbeeld het weerbericht. De App Library geeft de apps gecategoriseerd in een lijst weer. Gebruikers kunnen hier sorteren op bijvoorbeeld gebruiksfrequentie, recent gebruikte apps of op alfabetische volgorde.

### Compacte gebruikersomgeving
Een aantal veranderingen in de gebruikersomgeving werden in iOS 14 aangebracht om de gebruikte visuele ruimte die voorheen door volledige scherminterfaces werd ingenomen, te verkleinen. Deze functies worden in iOS zwevend voor de achterliggende app weergegeven, zodat gebruik van deze app (en dus multitasking) mogelijk is. Interfaces voor spraakoproepen, waaronder telefoon of andere apps van derden, zoals Skype, zijn aanzienlijk dunner gemaakt en nemen ongeveer evenveel ruimte in als een melding. De interface van Siri is ook compacter gemaakt.
Met Picture-in-Picture kunnen gebruikers doorgaan met het bekijken van videoweergave (of spraakoproepen beantwoorden, zoals FaceTime) in een miniatuurweergave nadat ze de app hebben verlaten. Deze weergave kan worden aangepast met knijpbewegingen of tijdelijk van het scherm worden verwijderd en opnieuw worden opgeroepen voor multitasking.

### Apple Maps
Apple Maps werd in iOS 14 verder uitgebreid. Zo werd het mogelijk om routes met de fiets in de app te bepalen en werd er ondersteuning toegevoegd voor het melden van flitscamera's. Ook zijn er reisgidsen toegevoegd aan de app; deze lijsten worden door professionals samengesteld. Tevens is er ondersteuning toegevoegd voor de elektrische auto. De app kan routes maken langs snelladers en houdt tevens rekening met hellingen en buitentemperatuur. Door het invoeren van het autotype weet Apple de specificaties van een auto en welke oplader benodigd is. Tevens wordt het oplaadpunt meegenomen in de uiteindelijke aankomsttijd.

### Zoeken en Siri
Er zijn verbeteringen aangebracht aan de zoekfunctie op het startscherm, waaronder een verfijnde gebruikersinterface, een snelstartprogramma voor apps, gedetailleerdere zoekopdrachten op het web, snelkoppelingen naar zoeken in apps en verbeterde zoeksuggesties terwijl de gebruiker typt.
Siri is niet alleen compacter gemaakt, maar kan nu ook een bredere reeks vragen beantwoorden en ondersteunt meer talen. Gebruikers kunnen hun geschatte tijd van aankomst delen met contacten en fietsroutes opvragen.
Vanaf iOS 14 is het ook mogelijk om door middel van een zoekbalk naar bepaalde emoji te zoeken.

### Privacy
IOS 14 voegt verschillende nieuwe privacyfuncties toe. Privacyinformatie is nu te zien in de App Store, zodat gebruikers kunnen zien welke rechten een app heeft voordat ze deze downloaden. Een opname-indicator verschijnt bovenaan het scherm wanneer een app de microfoon of camera gebruikt. Gebruikers hebben de optie om ervoor te kiezen om enkel hun geschatte locatie in plaats van hun exacte locatie te delen wanneer een applicatie hierom vraagt.

## Updates

### iOS 14.1
In deze update zijn updates voor widgets, de Appbibliotheek en inkomende telefoongesprekken met Siri. Er zijn verbeteringen aan Memoji, fietsnavigatie en App Clips.

### iOS 14.2
Deze update heeft verbeterde mediabesturingselementen, gezichtsherkenning in de Vergrootglas-app, biedt ruim 100 nieuwe emoji, en er zijn acht nieuwe achtergronden.

### iOS 14.3
Ondersteuning voor Apple Fitness+, een nieuwe gebruikersinterface voor de Apple TV-app, en ProRAW is beschikbaar voor iPhone 12-modellen.

### iOS 14.4
In deze update worden ook kleine QR-codes herkend, er is een optie om bluetooth-apparaten in een categorie in te delen, en de gebruiker krijgt een melding wanneer de camera van de iPhone niet als origineel wordt herkend.

### iOS 14.5
Deze update heeft diverse verbeteringen in de Podcasts-app en Siri, biedt ondersteuning voor Xbox Series X|S- en PlayStation 5-controllers en nieuwe emoji. Het is in deze update ook mogelijk een iPhone X of later te ontgrendelen met een Apple Watch, hiernaast is ook opties voor apptrackingtransparantie toegevoegd waarbij apps om toestemming moeten vragen willen zij advertenties gepersonaliseerd aanbieden.

### iOS 14.6
Ondersteuning voor spatiale en lossless muziek, de Apple Card Family, en abonnementen in de Podcasts-app. Er kan met spraakondersteuning een iPhone worden ontgrendeld, en men kan een e-mailadres toevoegen wanneer een AirTag is kwijtgeraakt. Ten slotte zijn er diverse bugs opgelost.

### iOS 14.7
In deze update toont de weer-app de luchtkwaliteit voor onder meer Nederland, is er ondersteuning voor de MagSafe-batterij voor iPhone 12, een oplossing voor het plotseling stoppen van Dolby Atmos en lossless muziek, en tonen brailleschermen nu correcte informatie tijdens het schrijven van een e-mail. Ten slotte zijn er diverse beveiligingsupdates.

### iOS 14.8
Bevat diverse beveiligingsupdates. Versie 14.8.1 kwam alleen beschikbaar voor iPhones die niet waren bijgewerkt naar iOS 15.

## Beschikbaarheid
Alle apparaten welke iOS 13 ondersteunden kunnen ook iOS 14 installeren. De iPhone 6s, iPhone 6s Plus en iPhone SE (eerste generatie) zijn de oudste apparaten die iOS 14 ondersteunen.

### iPhone
- iPhone 6s (Plus)
- iPhone SE
- iPhone 7 (Plus)
- iPhone 8 (Plus)
- iPhone X
- iPhone Xs (Max)
- iPhone XR
- iPhone 11 (Pro en Pro Max)
- iPhone SE (2020)
- iPhone 12 (Mini, Pro en Pro Max)

### iPod Touch
- iPod Touch (zevende generatie)